# Brettener Kraichgau (Lohnwald und Talbachniederung Neibsheim, Kuckucksberg und Aspe Büchig, Waldwingert Bauerbach, Großmulte Gölshausen, Weinberg Dürrenbüchig, Sprantal und Salzachtal Ruit)
Das Brettener Kraichgau (Lohnwald und Talbachniederung Neibsheim, Kuckucksberg und Aspe Büchig, Waldwingert Bauerbach, Großmulte Gölshausen, Weinberg Dürrenbüchig, Sprantal und Salzachtal Ruit) ist ein vom Landratsamt Karlsruhe am 14. Juli 2006 durch Verordnung ausgewiesenes Landschaftsschutzgebiet auf dem Gebiet der Gemeinde Bretten im Landkreis Karlsruhe.

## Lage und Beschreibung
Das insgesamt 522,8 Hektar große Landschaftsschutzgebiet besteht aus neun Teilgebieten, die rund um Bretten verstreut liegen:
1. Lohnwald
2. Talbachniederung Neibsheim
3. Kuckucksberg
4. Aspe Büchig
5. Waldwingert Bauerbach
6. Großmulte Gölshausen
7. Weinberg Dürrenbüchig
8. Sprantal
9. Salzachtal Ruit

Es gehört landschaftsräumlich zum Kraichgau. Es umfasst charakteristische Ausschnitte der Kulturlandschaft des  Kraichgaus mit Streuobstwiesen, Heckenlandschaften und Magergrünland in kleinräumigem Wechsel mit Waldstücken, intensiver bewirtschaftetem Grünland und Ackerland sowie kleineren Bachläufen.

## Schutzzweck
Der wesentliche Schutzzweck ist laut Schutzgebietsverordnung 
- „die Sicherung und Entwicklung der Streuobstbestände sowie die Erhaltung der Feldhecken, Feldgehölze und Gebüsche als Teile des charakteristischen Landschaftsbilds des Kraichgaus und als bedeutende Lebensräume für seltene und gefährdete Tierarten, insbesondere der Vogelwelt;
- die Erhaltung und Förderung artenreichen Extensivgrünlands als Lebensraum für Tier- und Pflanzen arten und zum Schutz für Boden und Wasser;
- die Erhaltung und Förderung der naturnahen Fließgewässer als dynamische, landschaftsprägende Strukturen, als Glieder im Wasserkreislauf und als Lebensraum für Tier und Pflanzen arten sowie die Erhaltung der offenen Wiesentäler und Auen als Naherholungsräume und vernetzende Elemente im Biotopverbund;
- die Sicherung des Feinreliefs, der Stufenraine und Steinriegel als Zeugnisse der Nutzungsgeschichte und prägende Elemente des für den Kraichgau typischen Landschaftsbilds,
- die Erhaltung und Förderung der naturnahen Wälder zum Schutz von Boden und Wasser, als klimatischer Ausgleichsraum, als Lebensraum für Tier- und Pflanzen arten und als Erholungsraum für die Bevölkerung. Die genannten Landschaftselemente bilden eine strukturreiche Kulturlandschaft mit einer ökologischen Ausgleichsfunktion für die Siedlungsräume und die umgebende Feldflur. Sie besitzen zudem eine hohe Bedeutung für Landschaftsbild und Naherholung.“[1]

## Geschichte
Das Tal der Salzach südöstlich von Bretten war bereits seit 1953 als Landschaftsschutzgebiet Salzachtal ausgewiesen. Dieses wurde mit der Neuverordnung aufgehoben und ist mit leicht veränderter Abgrenzung nun ein Teilgebiet des Landschaftsschutzgebiets Brettener Kraichgau.